# دره چاه‌کوه

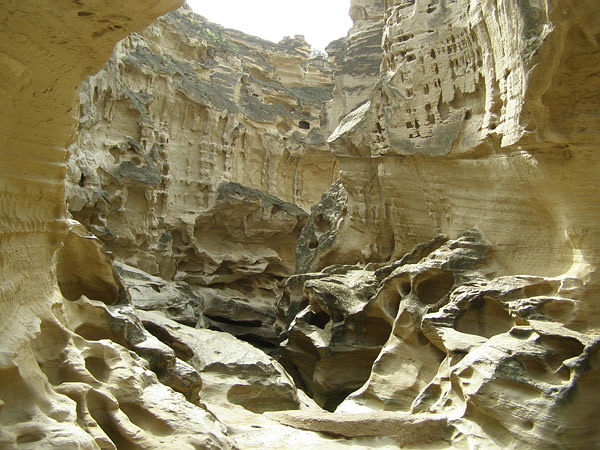
دره چاه‌کوه

درۀ چاه‌کوه (یا تنگ چاه‌کوه) یکی از جاذبه‌های طبیعی جزیرۀ قشم در استان هرمزگان است.
این دره در فاصلهٔ ۷۰ کیلومتری شهر قشم و در کنار روستای چاهو شرقی بخش شهاب قرار دارد.
درۀ چاه‌کوه به عمق ۱۰۰ متر نمایشی از فرسایش سنگ‌های رسوبی است و بخشی از ژئوپارک قشم محسوب می‌شود که به تأیید یونسکو رسیده‌است.

## علت نام‌گذاری
احتمالاً استفاده از نام چاهکوه برای این دره به وجود چهار حلقه چاه در نقطه آغاز آن بازمی‌گردد. گفته می‌شود علت شهرت این دره به نام چاه‌کوه به دلیل وجود سه یا چهار چاه در دل آن است که در زمان‌های دور به دست اهالی روستای چاهو شرقی برای تأمین آب شیرین کنده شده‌است.
با توجه به گرم و خشک بودن آب‌وهوای منطقه، آب شیرین ذخیره‌شده ارزش بالایی دارد و این چاه‌ها محل ذخیره آب باران بوده‌است.

## ویژگی‌ها
چاه‌کوه دره‌ای به عمق ۱۰۰متر است که نمایشی از فرسایش سنگ‌های رسوبی است. این دره با حفره‌ها و دالان‌ها و اشکال اعجاب‌آور در دیواره‌های خود گردشگران را مبهوت می‌کند. نظیر این پدیده زمین‌شناسی در آلمان، انگلیس، چین، آمریکا و چند کشور دیگر وجود دارد.
دره چاه‌کوه، در دل یک کوه سنگی یکپارچه قرار گرفته که به شکل ضربدر برش خورده‌است. چاه‌کوه در ابتدا عریض و با دیواره‌های بلند در برابر دیدگان مخاطب ظاهر می‌شود، ولی به تدریج از عرض آن کاسته تا جایی که عبور از میان آن دشوار می‌شود این درحالی است که ارتفاع دیواره‌ها همچنان زیاد است.
وجود شیارها و خطوط فرسایش موازی و همچنین حفره و تاقچه‌ای بدنه این دره و نیز وجود جوی‌های سنگی در کف دره، موجب شده تا تنگه چاه‌کوه هر بیننده‌ای را تحت‌تأثیر قرار دهد.
چاه‌کوه دره‌ای است با احجام و تندیسها و پوشیده از صدها حفره و کاسه و تاقچه بر بدنهٔ عمومی آن با جوی‌های سنگی و چاه‌های آب که از یورش باد، بارش باران‌های تند و تابش آفتاب داغ پدید آمده‌است.
باد، آب باران و بارش‌های سیل‌آسا و شدید از مهم‌ترین دلایل وجود این حفره‌های زیاد در میان دیواره چاهکوه است. سنگ‌های چاهکو دارای آهک یا بی کربنات کلسیم است که اسید آب باران دلیل حل شدن آنها و ایجاد شکاف‌ها و حفره‌های کوچکی در میان آنها شده و این حفره‌ها در طول چند میلیون سال بزرگ‌تر شده و تبدیل به دالانه‌هایی شده‌اند.
این دره از چهارسو، چهارتنگه دارد که در جاهایی دیواره‌ها به هم می‌رسند و فاصله ۲ دیواره از هم شاید به حدود نیم متر برسد.
به نظر می‌رسد این دره و دره‌های مشابه اطراف آن مربوط به شکستگی‌های طاقدیس بزرگی باشند که بر ایجاد گنبد نمکی نمکدان هم نقش داشته‌است. جنس سنگ‌های چاه‌کوه، از سنگ‌های رسوبی موسوم به سنگ‌های آهکی و مربوط به رشته کوه زاگرس می‌شوند که جزو یکی از ۳ گروه سنگ‌های موجود در طبیعت (رسوبی، آذرین و دگرگونی) قرار می‌گیرد. در دیواره‌های دره چاه‌کوه، فرسایش آبی و انحلال، شیارهای عمیق و طویل و انواع حفره‌های عدسی، قاشقی و کروی شکل را حفر کرده‌اند.
طرح‌ها و اشکالی که روی دیواره‌های این تنگه زیبا نقش بسته هر بیننده‌ای را تحت‌تأثیر قرار می‌دهد. اشکالی که خیال‌انگیز و رویاگونه‌اند و مانند آثار هنری ارزشمندی شده‌اند که به دست هنرمند توانایی به وجود آمده‌اند.
ورودی دره شمالی جنوبی از سمت شمال عریض‌تر و کم‌شیب‌تر است و شکل کمابیش U مانندی را نشان می‌دهد. هرچه به سمت جنوب پیش می‌رویم دره کم‌عرض‌تر شده و شیب آن افزایش می‌یابد و در انتها به شکل V درآمده و سخت‌گذر می‌شود.
جنس دیواره‌ها عمدتاً از ماسه سنگ آهکی سست بوده و به دلیل وجود میان لایه‌های مارن قرمز، [سیلت] و آهک شاهد انحلال و فرسایش‌های شدید در این بخش‌ها هستیم به گونه‌ای که در تمامی طول دیواره دره حفره‌های متعدد کوچک و بزرگ نمایان هستند.
در حوالی روستای چاهو در کناره شمالی بخش غربی جزیره دو دره عمود برهم با دیواره‌های عمودی بلند دیده می‌شوند که مورفولوژی شبه کارستی را نشان می‌دهند. در کف یکی از دره‌ها که امتداد تقریباً شمالی جنوبی دارد حفره‌های کم عمق و نیمه عمیق چاه مانندی وجود دارند که محل انباشت و ذخیره آب‌های جاری شده در دره‌ها بوده و مورد استفاده اهالی منطقه قرار می‌گیرند.